# Discworld (Computerspiel)
Discworld ist ein 1995 erschienenes Point-and-Click-Adventure von Perfect 10 Productions (später umbenannt in Perfect Entertainment). Die Handlung des Spiels ist in Terry Pratchetts Scheibenwelt angelegt und folgt grob dem Buch Wachen! Wachen!, jedoch wurde Hauptmann Sam Mumm durch Rincewind den Zauberer ersetzt (im Original durch Eric Idle synchronisiert).
Zu dem Spiel sind zwei Nachfolger namens Discworld II – Vermutlich vermisst…!? (1996) und Discworld Noir (1999) erschienen.

## Handlung
Eine Gruppe von Verschwörern hat in der Stadt Ankh-Morpork mit Hilfe von Magie einen Drachen erweckt. Rincewind wird vom Erzkanzler der Unsichtbaren Universität aufgefordert, anhand eines Drachenkompendiums einen Drachendetektor zu bauen. Damit findet er anschließend das Versteck des (weiblichen) Drachen, der Rincewind dazu bringt, die Verschwörung aufzudecken, um selbst befreit zu werden. Dafür müssen sechs goldene Schmuckstücke, die jeder der Verschwörer bei sich trägt, gefunden werden. Rincewind reist durch den L-Space 12 Stunden in die Vergangenheit zurück und wohnt einer Zeremonie der Beschwörer bei. Nachdem er dem Drachen alle Schmuckstücke übergeben hat, reist er abermals in die Zeit zurück und tauscht das Buch zur Beschwörung von Drachen mit einem Buch zum Herstellen von Custard aus. Der Drache verschwindet.
Rincewind berichtet dem Patriarchen der Stadt, der jedoch sicherheitshalber nicht an Drachen glaubt. Als Rincewind ihn überzeugen will, dass er eine Heldentat vollbracht hat, erscheint der Drache wieder. Nun muss der Protagonist verschiedene Gegenstände finden, die ihn zum Held machen, um den so erneut beschworenen Drachen besiegen zu können. Nachdem er alle Gegenstände gefunden hat, sind die Bewohner der Stadt auf dem Marktplatz versammelt, um den Kampf zu verfolgen. Der ängstliche Rincewind stiehlt von Lady Käsedick einen liebesbedürftigen Sumpfdrachen, den er mittels heißer Kohlen zu einer Waffe umfunktioniert. Als dies nicht funktioniert, wirft Rincewind mit einem Liebeszauber versehenen Custard auf den Drachen, sodass sich beide Drachen ineinander verlieben und glücklich davon fliegen.

## Spielprinzip
Discworld ist ein klassisches Point-and-Click-Adventure. Rincewind, der Spielercharakter, bewegt sich durch einen scrollenden Hintergrund und interagiert per Klick mit Personen und Gegenständen. Eine Karte der Stadt und Umgebung dient als schnelle Reisemöglichkeit zwischen verschiedenen Plätzen. Gegenstände können untersucht oder benutzt werden, und aufgehobene Gegenstände wandern entweder in eine wandelnde Kiste, die Rincewind fast immer begleitet, oder in die Tasche des Zauberlehrlings, die jedoch begrenzt ist. In bestimmten Situationen, in denen die Kiste nicht folgen kann, ist es dadurch erforderlich, den richtigen Gegenstand bei sich zu haben. Eine Besonderheit des Spiels ist das Reisen durch den L-Space, eine Zeitreise, deren Handlungen in der Vergangenheit Auswirkungen auf die Gegenwart des Spiels haben.

## Versionen
Das Spiel wurde ursprünglich sowohl auf Diskette als auch auf CD-ROM veröffentlicht, wobei die CD-ROM-Version Soundeffekte und eine Synchronisation aller handelnden Charaktere enthält.
Nach der Veröffentlichung von Discworld II begann die Entwicklung an einer zweiten CD-ROM-Version, die auf der neuen Windows-Engine basieren und diverse Bugfixes, die im Ursprungsspiel nicht geschlossen worden waren, enthalten sollte. Außerdem sollte eine bisher unveröffentlichte Zwischensequenz hinzukommen. Diese zweite CD-ROM-Version wurde jedoch nie veröffentlicht, da der Publisher die nötigen Kosten zum Test des Spiels nicht tragen wollte.
Das Spiel basiert auf der Tinsel-Engine, welche mittlerweile in ScummVM integriert ist, sodass Discworld auf vielen verschiedenen Plattformen spielbar ist.

## Rezeption
Das Spiel wurde wegen seines Humors, der Synchronisation und der Grafik gelobt. Kritiker beanstandeten das Gameplay und die Puzzle. Discworld gilt als schwieriges und herausforderndes Adventure.